# 동악비
동악비(董鄂妃, 숭덕(崇德) 4년(1639년) ~ 순치(順治) 17년 8월 19일(1660년 9월 23일))는 순치제의 후궁으로 효헌황후(孝獻皇后, 만주어: ᡥᡳᠶᠣᠣᡧᡠᠩᡤᠠ
ᠠᠯᡳᠪᡠᠩᡤᠠ
ᡝᠯᡩᡝᠮᠪᡠᡥᡝ
ᡥᡡᠸᠠᠩᡥᡝᠣ hiyoošngga alibungga eldembuhe hūwangheo 히유슝가 알리붕가 얼덤부허 후왕허오)로도 알려져있다.

## 생애
만주 정백기(正白旗) 출신으로, 흔히 동악비(董鄂妃) 로도 잘 알려져 있는 효헌단경황후는 18살에 입궁하여 순치제의 사랑을 독차지했다. 순치 13년 8월에 그녀는 현비(賢妃)라는 칭호를 받았고, 그 해 12월 황귀비의 자리에 오르게 되었다.
1657년 그녀는 아들을 낳았으나 생후 100일을 조금 넘긴 후 조졸하였으며, 이 사건은 순치제와 동악비를 충격에 빠지게 되었다. 동악비를 무척 총애했던 순치제는 동악비가 낳은 아이를 후계자로 삼겠다고 공언하였으나 조졸하였고, 1년을 채 살지 못한 아들을 황족 최고 작위인 화석친왕에 봉한다. 이 사건으로 인해 동악비는 병을 얻었고, 21살의 나이인 1660년 세상을 떠나게 된다. 동악비가 죽자 순치제는 슬픔을 이기지 못 해 5일 동안 정사를 돌보지 않았고, 동악비의 뒤를 따르겠노라 말한 적이 있었다 한다. 순치제는 동악비를 황후로 추존해주었고, 효헌장화지덕선인온혜단경황후(孝獻莊和至德宣仁溫惠端敬皇后)란 시호를 내려주었다.

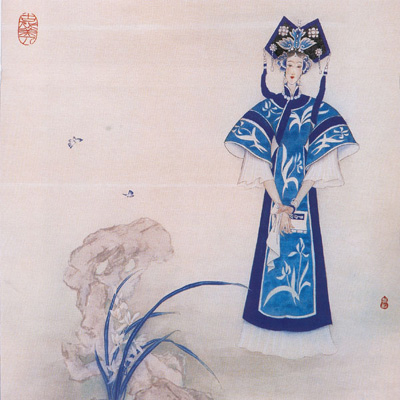
동악비

| 전임 효강장황후 | 청나라의 황후 사후 시호 | 후임 효성인황후 |

## 같이 보기
- 입팔분공